# Jane Stuart
Jane Stuart (1502. július 17. – 1562. február 20.), IV. Jakab skót király és Isabel Stuart (Buchan 1. grófjának leánya) törvénytelen gyermeke.

## Élete
Jane volt Jakab nyolc ismert fattyúgyermeke közül az egyik. Egy évvel azután, hogy Jane megözvegyült, féltestvére, V. Jakab skót király félárva leánya, a kiskorú Mária királynő mellett volt mint a kislány nevelőnője. Jane édesanyja, Isabel volt IV. Jakab negyedik ismert, hivatalos ágyasa. Jakab és Isabel állítólag távoli rokonok is voltak, egyik közös ősük, Beaufort-i Johanna skót királyné révén. Jane lánya, Mary Fleming egyike volt annak a ,, négy Máriának ", aki Franciaországban Stuart Mária skót királynő udvarhölgye volt. A többi három udvarhölgy neve Mary Beaton, Mary Seton és Mary Livingstone volt.
Jane 1524. február 26-án nőül ment egyik távoli rokonához, az akkor 29 esztendős Malcolm Fleminghez, Fleming 3. lordjához, akinek nyolc gyermeket szült frigyük 23 és fél éve során:
- Johanna (1525-ben született)
- Zsanett (1527-ben született), az ő első férje John Livingston lett, akit később apósával együtt megöltek a pinkie-i ütközetben
- János (1529-ben született), ő lett később Fleming 5. lordja, fivére, Jakab halála után. János 1562. május 10-én elvette feleségül Elizabeth Rosst, akitől öt gyermeke (János, Margit, Erzsébet, Jane és Mária) született, négy leány és egy fiú
- Brigitta (1530-ban született)
- Jakab (1534-ben született), ő volt Fleming 4. lordja, apja 1547-ben bekövetkezett halála után. Feleségül vette Lady Barbara Hamiltont, Châtellerault hercegének harmadik leányát, akitől egy lánya született csak, Jane, 1554-ben
- Ágnes (1535-ben született), ő nőül ment nővére, Zsanett férjének öccséhez, William Livingstonhoz (ő lett Livingstone 6. lordja, bátyja, John halála után), akinek négy gyermeket (Sándor, György, Vilmos és Jean) szült, három fiút és egy leányt
- Margit (1536-ban született), ő először hozzáment Robert Grahamhez, akinek egy gyermeket szült, Johnt. Robert halála után újból férjhez ment, ezúttal Thomas Erskine-hez, ám tőle nem született gyermeke, Thomas halála után pedig nőül ment John Stewarthoz, Atholl 4. grófjához, akinek egy fiút szült, Johnt és három leányt (Jean, Grizel és Mary).
- Mária (1543-ban született), ő feleségül ment a tőle évekkel idősebb Sir William Maitlandhez, akitől két gyermeke született, egy fiú (Jakab) és egy leány (Margit)

Jane férje és egyik vejük 1547. szeptember 10-én elesett a pinkie-i csatában. Fleming lord 53 esztendős volt ekkor. Az asszony tehát mindössze 45 évesen megözvegyült. 1548-ban Jane és lánya, Mary is elkísérte az ötesztendős Stuárt Mária királynőt Franciaországba, ahol a kislány udvartartásának tagjai lettek. 1547-ben II. Henrik követte a trónon édesapját, I. Ferenc királyt, Jane pedig az újdonsült uralkodó szeretője lett. Viszonyukból egy fiúgyermek származott, Henri d'Angoulême, aki 1551-ben született, s 1586 júniusában halt meg.
Miután Jane teherbe esett, visszatért Skóciába. 1552 októberében V. Jakab skót király özvegye, Marie de Guise a fivérének (Charles de Guise, vagyis Lotaringia bíborosa) írott levelében jellemezte Jane skóciai helyzetét. Ekkor került szóba az is, hogy Jane újból férjhez mehetne, egy Henri Cleutin nevű francia diplomatához, aki nem sokkal azelőtt özvegyült meg, s már három gyermek édesapja volt. A házasság végül is nem köttetett meg, ugyanis Henri mégis csak mást vett el feleségül.
Jane egyike volt azoknak a hölgyeknek, akik végig ott voltak Marie de Guise virrasztásán, annak halála után, 1560 júniusában, az Edinburgh Kastély falai közt. Mindannyian gyászruhát öltöttek, Jane pedig közben, egy angol diplomata (Thomas Randolph) jelenlétében felolvasott egy latin nyelvű idézetet, mely magyarul így hangzott: „Szaggasd meg inkább szívedet, ne pedig ruháidat!” Ezek után Jane engedélyt kért a Skót Államtanácstól, hogy ő és fia, Henri d'Angoulême elutazhassanak Franciaországba, 1560. augusztus 22-én. Henri később egy fegyveres párbaj során veszítette életét, 1586-ban, egy bizonyos Philip Altoviti keze által. Édesanyja, Jane 59 esztendősen hunyt el.
1. ↑  p10832.htm#i108316, 2020. augusztus 7.